# Arenastaden (tunnelbanestation)
Arenastaden är en planerad tunnelbanestation inom Stockholms tunnelbana, delvis i stadsbyggnadsområdet med samma namn. Tunnelbanestationen är ändstation för Gröna linjens planerade nya gren och förväntas öppna år 2028.
Stationen, som ligger 35 meter under marken, kommer att ha en uppgång i norra änden mot Dalvägen och Strawberry Arena och i södra änden intill Tvärbanans hållplats Solna station i stadsdelen Hagalund. Stationen ligger relativt nära pendeltågsstationen Solna.

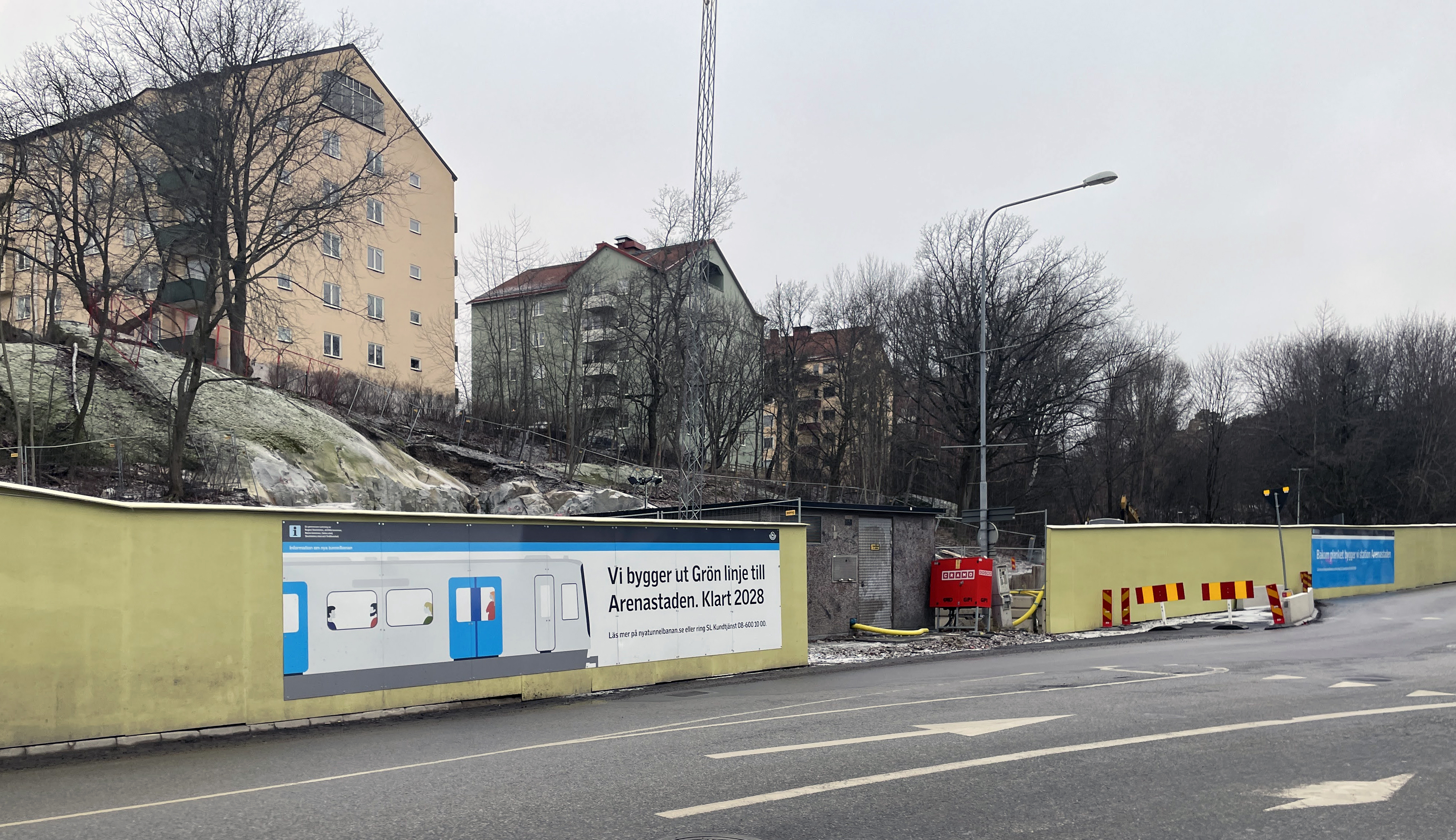
Under uppförande vid Dalvägen februari 2025
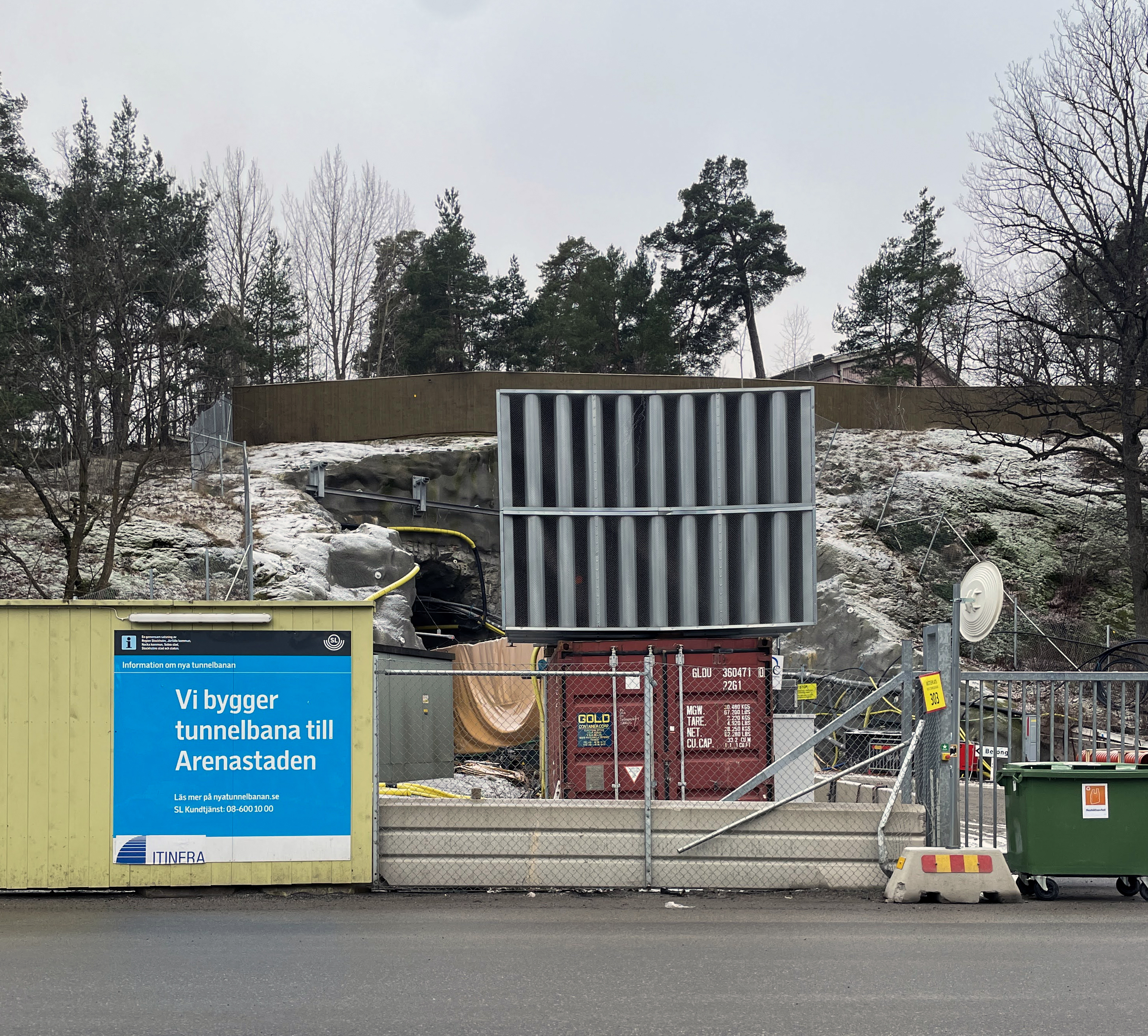
Under uppförande vid Dalvägen februari 2025